# میلنا
میلنا (به ایتالیایی: Milena) یک کومونه در ایتالیا است که در استان کالتانیستا واقع شده‌است.

## خصوصیات
میلنا ۲۴٫۵ کیلومترمربع مساحت و ۳٬۱۷۱ نفر جمعیت دارد و ۴۲۳ متر بالاتر از سطح دریا واقع شده‌است.

## خواهرخوانده
شهر اکس-له-بن خواهرخواندهٔ میلنا هست.